# FC Twente / Heracles Academie
De FC Twente/Heracles Academie (voorheen Voetbalacademie FC Twente en eerder Voetbalacademie FC Twente/Heracles Almelo) is de Regionale Jeugdopleiding van de voetbalclubs FC Twente en Heracles Almelo. Vanaf seizoen 2020/21 werken de clubs op een gelijkwaardige basis samen. Daarvoor werden de kosten grotendeels door FC Twente gedragen.
De voetbalacademie is ontstaan uit de jeugdopleidingen die beide clubs tot 2002 hadden. Van 2009 tot 2014 had ook Go Ahead Eagles zijn jeugdopleiding ondergebracht in de academie. De speerpunten van de voetbalacademie zijn een stabiele thuissituatie voor de jeugdspeler, aandacht voor school/studie en op de laatste plaats het voetbal. In de academie wordt volgens de typische Nederlandse speelwijze gedacht, met de nadruk op aanvallend en dominant voetbal. Bij alle teams wordt er gespeeld in een 1-4-3-3 variant. De academie werkt met zo'n veertig scouts.

## Historie

### Voetbalacademie FC Twente/Heracles Almelo
Op 8 april 2002 werd bekend dat de voorzitters Herman Wessels (FC Twente) en Jan Smit (Heracles) overeengekomen waren de jeugdopleiding samen te voegen. Niet alleen de jeugdselecties werden samengevoegd, ook de jeugdscouting, studiebegeleiding en het contact met de amateurverenigingen uit de regio zijn gecombineerd.
Op 30 september 2003 kregen de verenigingen groen licht van de KNVB voor het convenant, waarna de samenwerking van start is gegaan. De 1e teams van de leeftijdscategorieën speelden in eerste instantie in de tenues van FC Twente en de 2e teams in die van Heracles Almelo.
De voetbalacademie ging definitief van start op 26 juli 2006. De A2 werd opgeheven en sindsdien wordt er gespeeld in eigen tenues. In het eerste officiële jaar werd het vlaggenschip van de academie, de A1, algeheel landskampioen.
Op 3 november 2008 werd bekend dat de voetbalacademie een samenwerking aangaat met de jeugdopleiding van Go Ahead Eagles. Er wordt samengewerkt op het gebied van scouting en pupillenvoetbal. De insteek is door het efficiënter inzetten van scouts van beide organisaties het scoutingsgebied te vergroten. Tevens moet de samenwerking de kwaliteit van de opleiding vergroten. Een stuurgroep bekeek of de samenwerking kon worden uitgebreid tot de gehele jeugdopleiding. Hiermee lopen de drie verenigingen vooruit op de plannen van de KNVB om in de toekomst te komen tot veertien landelijke RJO's (Regionale Jeugdopleidingen), waarbij de samenwerking tussen de Betaald Voetbal Organisaties een belangrijke rol zal spelen.
Op 27 februari 2009 meldde de Stentor dat Go Ahead Eagles met ingang van seizoen 2009/10 alleen nog de D- en C-junioren behouden. Alle overige jeugdelftallen en het beloftenelftal werden opgeheven als gevolg van de samenwerking met FC Twente en Heracles Almelo. De KNVB diende echter nog wel op 23 maart het plan, dat voor de komende drie jaar geldt, goed te keuren. Trainer Andries Ulderink maakt wel duidelijk dat de Deventenaren een beperkte stem krijgen bij de nieuwe samenwerking: "We hebben goede afspraken met elkaar gemaakt, maar het mag duidelijk zijn dat FC Twente wel alles bepaalt. We betalen een bepaalde som geld aan Twente, maar de opleiding wordt vooral gefinancierd door die club." De D- en C-jeugd van Go Ahead zal in Deventer blijven spelen, die van FC Twente en Heracles blijven hun duels afwerken in Hengelo. De beste talenten van de C-jeugd van Go Ahead zullen doorstromen naar de B-jeugd van de voetbalacademie die in Hengelo speelt. Na de jeugdopleiding hebben FC Twente en Heracles Almelo de eerste keus uit de talenten. Go Ahead heeft daarnaast afspraken met FC Twente gemaakt over het huren van talenten die bij de Enschedeërs onder contract staan. Op het moment van publicatie huurden de Deventernaren al drie spelers van de Tukkers, te weten Wout Droste, Halil Çolak en Jules Reimerink.

### Voetbalacademie FC Twente
Vanaf seizoen 2009/10 werd de naam veranderd van Voetbalacademie FC Twente/Heracles Almelo in Voetbalacademie FC Twente. De voormalige jeugdelftallen van de Go Ahead Eagles spelen dan vanuit Sportpark Zuiderlaan van sv Twello.
In 2012 werd het besluit genomen om ook met E-elftallen te beginnen. Met ingang van seizoen 2012/13 werden er twee E-elftallen aan de academie toegevoegd. Eén elftal werd ondergebracht bij vv ATC '65 uit Hengelo en de ander bij SV Twello. Voor deze constructie werd gekozen omdat de stichting FC Twente pas spelers in de jeugdopleiding op mag nemen vanaf elf jaar. "Vanuit de verschillende overlegstructuren die er zijn tussen de KNVB en de Regionale Jeugdopleidingen wordt duidelijk dat de KNVB de clubs in het betaalde voetbal de ruimte gaat geven om met E-pupillen in competitieverband uit te gaan komen. Hieraan zullen wel kwaliteitseisen worden gesteld door de KNVB.", zo vertelde Hoofd Opleidingen Organisatorische Zaken John van Miert op de officiële website van de club. Hoofd Opleidingen Voetbaltechnische Zaken Michel Jansen vult aan: "Door landelijke ontwikkelingen en bewegingen die er zijn vanuit de KNVB maar ook vanuit andere BVO’s is dit het juiste moment in te stappen. Dit is een weloverwogen keuze. Vanuit de ervaring die we met deze leeftijdsgroep hebben opgedaan tijdens de regionale voetbaltrainingen samen met de KNVB blijkt dat beïnvloeding op deze leeftijd erg zinvol is."
Na de promotie van Go Ahead Eagles naar de Eredivisie (2012-2013) besluiten de Deventenaren de samenwerking met FC Twente en Heracles Almelo binnen de gezamenlijke Voetbalacademie formeel op te zeggen. De opzegtermijn van 1 jaar wordt hierbij in acht genomen, wat betekende dat de FC Twente VA in het seizoen 2013-2014 voor het laatst met 6 teams in Twello werkzaam was. Met ingang van het seizoen 2014-2015 heeft Go Ahead Eagles weer een eigen jeugdopleiding (A1, B1 en C1), waardoor met ingang van ditzelfde seizoen de Voetbalacademie FC Twente weer alleen gevormd wordt door FC Twente en Heracles Almelo en de vestigingsplaats voor alle teams de locatie in Hengelo is.

### FC Twente/Heracles Academie
In 2020 werd tussen Heracles Almelo en FC Twente een nieuwe tienjarige samenwerking aangegaan, waaraan de beide clubs op gelijkwaardige basis bijdragen. Tot 2020 was het budget 2,2 miljoen, waarvan 2 miljoen door FC Twente werd betaald. Bij de nieuwe samenwerking werd het totale budget verlaagd naar 1,8 miljoen waarbij de kosten gelijkelijk werden verdeeld over de clubs. De beloftenelftallen, die tot 2020 bij de clubs waren ondergebracht, werden opgeheven en gingen op in een nieuw Onder 21-team van de voetbalacademie, onder leiding van trainer Job ten Thije. Als manager werd Dominique Scholten aangesteld en als hoofd Ontwikkeling & Prestatie Iddo Roscher. 

## Vrouwenvoetbal
Met ingang van het seizoen 2007/08 begon FC Twente gelijktijdig met de start van het vrouwenelftal ook een opleiding voor meisjes. FC Twente was hiermee de eerste betaald voetbal organisatie met een opleiding voor vrouwenvoetbal. In het eerste jaar werden er twee elftallen gevormd. FC Twente onder 17 en onder 15. De meiden trainden doordeweeks bij FC Twente en eenmaal bij hun amateurclub. Wedstrijden werden ook met hun amateurclub gespeeld, daarnaast organiseerde Twente oefenwedstrijden. Vanaf seizoen 2008/09 werd de academie uitgebreid met een elftal voor meisjes onder 13. FC Twente onder 17 ging vanaf dat seizoen verder als FC Twente/Heracles Almelo B3 en kwam in een jongenscompetitie uit. De speelsters van dat elftal waren niet meer bij hun amateurvereniging actief.
In seizoen 2009/10 werden de leeftijdsgrenzen van de drie elftallen veranderd. Onder 13 werd onder 14, onder 15 werd onder 16 en komt als FC Twente C3 uit in competitieverband. Onder 17 werd een beloftenelftal en komt sinds seizoen 2010/11 uit in de vrouwelijke hoofdklasse onder de naam ATC '65. In seizoen 2009/10 werd het elftal kampioen van de Eerste klasse en wist het via play-offs promotie af te dwingen.

## Waardering
Op 23 oktober 2003 kreeg de voetbalacademie de volle waardering van vier sterren van de KNVB. Op 13 juli 2009 kreeg de opleiding opnieuw de volle waardering van vier sterren. Op basis van 83 criteria werd de jeugdopleiding een puntentotaal van 5.647 toegedicht.

## Tenues
Vanaf seizoen 2006/07 was het tenue van de academie een combinatie van de tenues van FC Twente en Heracles Almelo. Het shirt was zowel rood (FC Twente) als zwart gestreept (Heracles), de broek en de sokken waren rood (FC Twente).
Vanaf het seizoen 2010/11 speelden de teams van de locatie Hengelo volledig in het rood van FC Twente, waarbij het combinatielogo op de tenues ook ingeruild werd voor het FC Twente embleem met de toevoeging voetbalacademie. Sinds de meer gelijkwaardige samenwerking tussen beide clubs die in 2020 van start ging spelen de teams weer in tenues die de clubkleuren van beide clubs combineren. Ook de logo's van zowel FC Twente als Heracles zijn weer gerepresenteerd in de tenues. 

## Erelijst
| - Algemeen Beste jeugdopleiding (1x) 2008 - A1 Landskampioen (1x) 2007 Super Cup (1x) 2007 Otten Cup (1x) 2008 |  | - B2 Kampioen 2e divisie (1x) 2007 - C1 Kampioen 2e divisie (1x) 2014 - D1 Kampioen 1e divisie C (1x) 2013-201 Kampioen 1e divisie C (Najaar) (1x) 2014 - D2 Kampioen Hoofdklasse (1x) 2008 - D2 (Twello) Kampioen Hoofdklasse (1x) 2013 |

## Technische staf

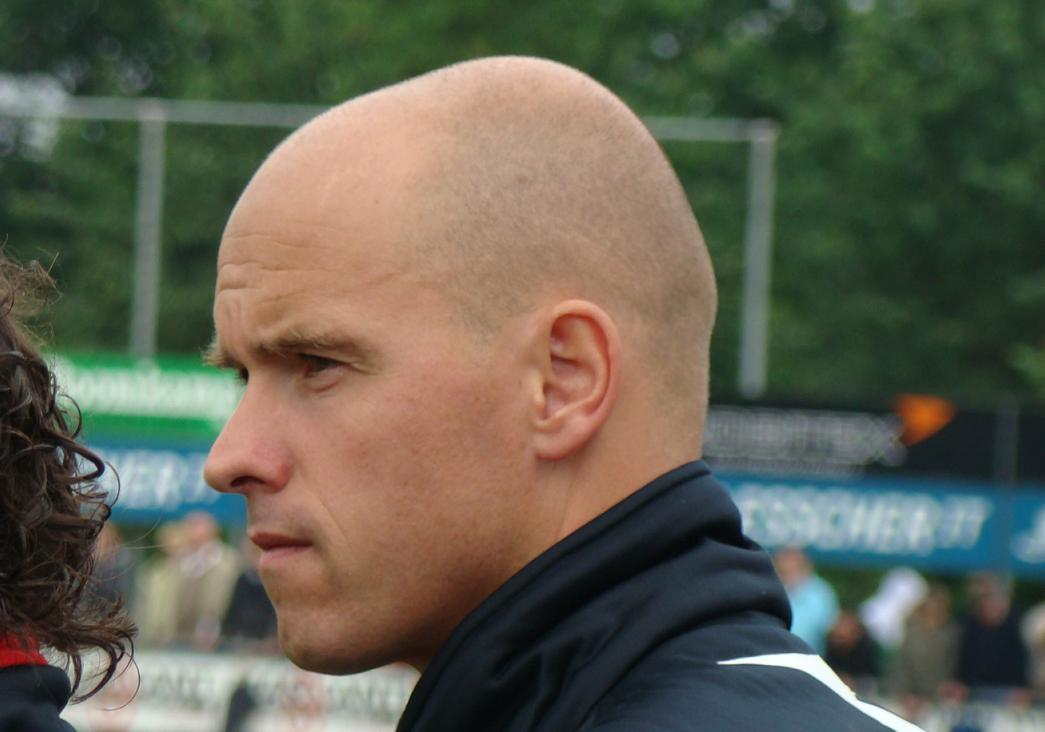
Erik ten Hag was hoofd jeugdopleidingen van 2003 tot 2008.

### Hoofd Voetbalontwikkeling
| Periode   | Hoofd opleiding |
| --------- | --------------- |
| 2003-2008 | Erik ten Hag    |
| 2008-2011 | Michel Jansen   |
| 2011-2014 | Cees Lok        |
| 2014-2015 | Dennis Bekking  |
| 2015-2018 | Michel Jansen   |
| 2018-2019 | Evert Bleuming  |
| 2019-2020 | Eric Weghorst   |
| 2020-2023 | Iddo Roscher    |
| 2023-e.v. | Bas van Baar    |

### Trainers seizoen 2024/2025
| Leeftijdsgroep | Naam trainer                       |
| -------------- | ---------------------------------- |
| Onder 21       | Jord Roos                          |
| Onder 19       | Niek Loohuis                       |
| Onder 17       | Wietse de Blois                    |
| Onder 16       | Wouter Stronks                     |
| Onder 15       | Sjoerd Overgoor                    |
| Onder 14       | Daan Jalving                       |
| Onder 13       | Mathijs van de Beld                |
| Onder 12       | Thomas Tijhuis & Demian ten Broeke |

Emile van der Bent is aangesteld als fysiek trainer en Kevin Swarthoff, Mike Thus, Chiel ter Braak en Harm Dieker en zijn keeperstrainers.

## Doorgestroomde spelers

### Heren

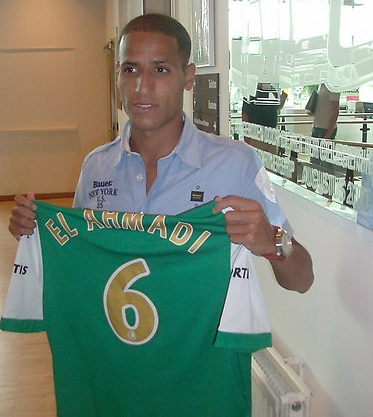
Karim El Ahmadi
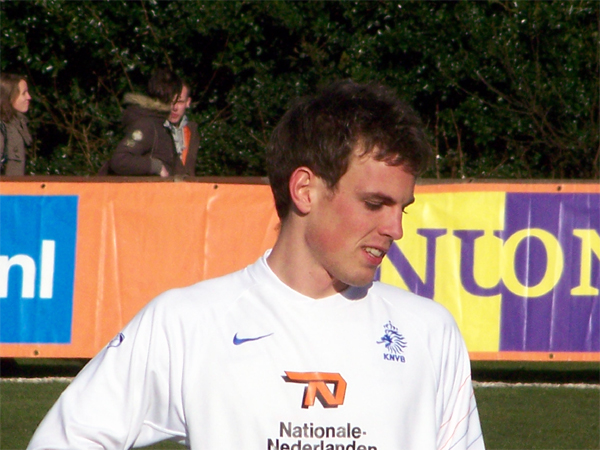
Wout Brama
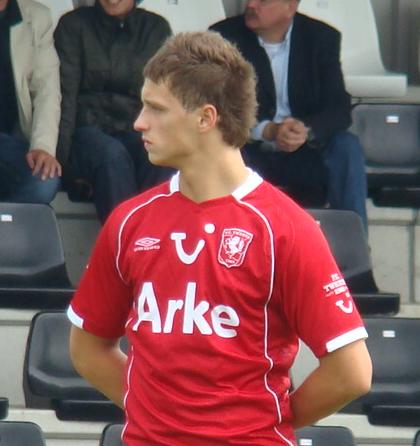
Marko Arnautović
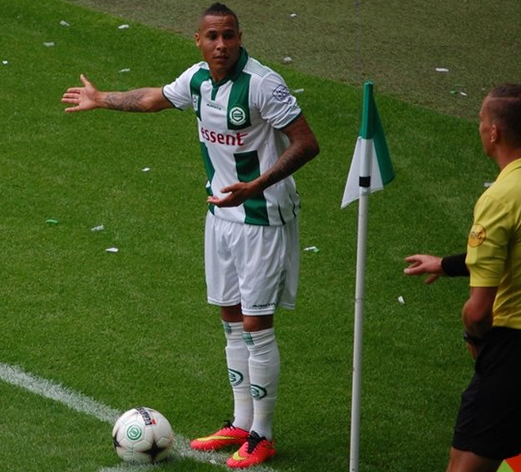
Tjaronn Chery
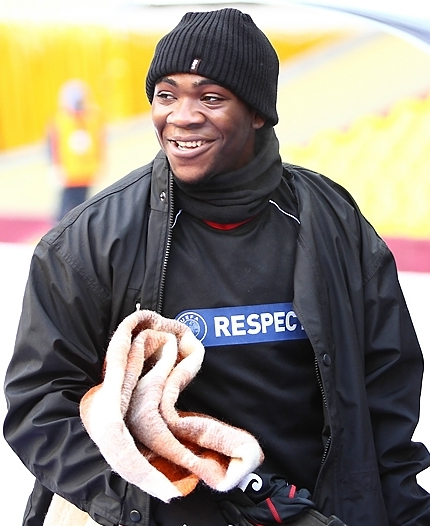
Ola John
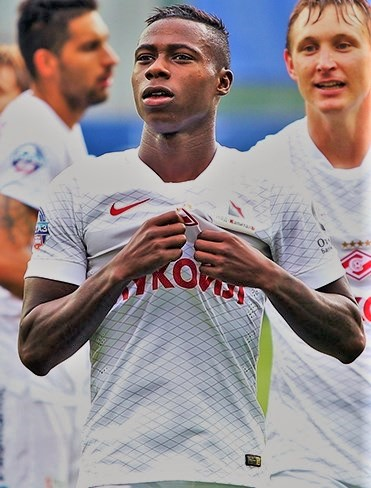
Quincy Promes

| #  | Nat.             | Naam                    | Pos. | Vorige club                            | Periode Academie | Eerste contract bij | Debuut betaald voetbal | Gedebuteerd bij |
| -- | ---------------- | ----------------------- | ---- | -------------------------------------- | ---------------- | ------------------- | ---------------------- | --------------- |
| 1  | Vlag van Marokko | Karim El Ahmadi         | M    | UDI Enschede                           | 2003 - 2004      | FC Twente           | 1 maart 2004           | FC Twente       |
| 2  | Nederland        | Wout Brama              | M    | PH Almelo                              | 2003 - 2005      | FC Twente           | 13 augustus 2005       | FC Twente       |
| 3  | Nederland        | Patrick Gerritsen       | A    | DSVD                                   | 2003 - 2005      | FC Twente           | 2 oktober 2005         | FC Twente       |
| 4  | Nederland        | Marcel Kleizen          | A    | Achilles '12                           | 2003 - 2005      | FC Twente           | 2 oktober 2005         | FC Twente       |
| 5  | Nederland        | Derk Boerrigter         | A    | Quick '20                              | 2003 - 2005      | AFC Ajax            | 2 februari 2007        | HFC Haarlem     |
| 6  | Oostenrijk       | Marko Arnautović        | A    | Floridsdorfer AC                       | 2006 - 2007      | FC Twente           | 14 april 2007          | FC Twente       |
| 7  | Nederland        | Julius Wille            | M    | Robur et Velocitas                     | 2003 - 2006      | FC Twente           | 10 augustus 2007       | AGOVV Apeldoorn |
| 8  | Nederland        | Nino Beukert            | A    | SV Bon Boys                            | 2003 - 2005      | Heracles Almelo     | 13 december 2007       | Heracles Almelo |
| 9  | Turkije          | Halil Çolak             | A    | DVV IJsselstreek                       | 2003 - 2007      | FC Twente           | 1 februari 2008        | SC Cambuur      |
| 10 | Nederland        | Maikel Kieftenbeld      | M    | VV Lemelerveld                         | 2003 - 2007      | Go Ahead Eagles     | 8 augustus 2008        | Go Ahead Eagles |
| 11 | Nederland        | Wout Droste             | V    | Quick '20                              | 2003 - 2007      | FC Twente           | 22 augustus 2008       | Go Ahead Eagles |
| 12 | Nederland        | Qays Shayesteh          | M    | HVV Hengelo                            | 2003 - 2007      | FC Twente           | 24 oktober 2008        | Heracles Almelo |
| 13 | Nederland        | Tjaronn Chery           | M    | UDI Enschede                           | 2003 - 2007      | FC Twente           | 16 oktober 2008        | FC Twente       |
| 14 | Turkije          | Serdar Gökkaya          | A    | PH Almelo                              | 2003 - 2006      | Heracles Almelo     | 27 december 2008       | Heracles Almelo |
| 15 | Nederland        | Jules Reimerink         | A    | Quick '20                              | 2003 - 2007      | FC Twente           | 18 januari 2009        | Go Ahead Eagles |
| 16 | Nederland        | Paddy John              | A    | VV DES                                 | 2003 - 2007      | Heracles Almelo     | 30 januari 2009        | Heracles Almelo |
| 17 | Polen            | Bartek Pacuszka         | V    | Agrykola Warschau                      | 2006 - 2007      | FC Twente           | 7 maart 2009           | Heracles Almelo |
| 18 | Kroatië          | Dario Vujičević         | M    | FC Schalke 04                          | 2007 - 2009      | FC Twente           | 25 april 2009          | FC Twente       |
| 19 | Nederland        | Gaby Jallo              | V    | ASVO Overdinkel                        | 2003 - 2008      | FC Twente           | 1 augustus 2009        | Heracles Almelo |
| 20 | Nederland        | Melvin Koetsier         | D    | RKSV NEO                               | 2003 - 2008      | FC Twente           | 7 augustus 2009        | RBC Roosendaal  |
| 21 | Nederland        | Joran Pot               | M    | VV Heino                               | 2003 - 2008      | FC Twente           | 7 augustus 2009        | RBC Roosendaal  |
| 22 | Nederland        | Sjoerd Overgoor         | M    | VV Reünie                              | 2003 - 2005      | De Graafschap       | 14 augustus 2009       | De Graafschap   |
| 23 | Nederland        | Alexander Bannink       | M    | Quick '20                              | 2005 - 2009      | FC Twente           | 23 september 2009      | FC Twente       |
| 24 | Nederland        | Dennis Telgenkamp       | D    | SV Omhoog                              | 2003 - 2006      | FC Twente           | 22 november 2009       | Heracles Almelo |
| 25 | Nederland        | Renze Fij               | D    | vv Victoria'28                         | 2005 - 2009      | Heracles Almelo     | 30 november 2009       | Go Ahead Eagles |
| 26 | Nederland        | Lesley Nahrwold         | M    | UDI Enschede                           | 2003 - 2007      | FC Twente           | 15 februari 2010       | RBC Roosendaal  |
| 27 | Nederland        | Deen van Embricqs       | A    | A.S.V. D.W.V.                          | 2007 - 2008      | FC Volendam         | 26 maart 2010          | FC Volendam     |
| 28 | Duitsland        | Theo Vogelsang          | A    | SV Veldhausen 07                       | 2003 - 2009      | FC Twente           | 16 augustus 2010       | Go Ahead Eagles |
| 29 | Duitsland        | Marcel Piesche          | V    | VfL Weisse Elf                         | 2003 - 2008      | FC Twente           | 10 september 2010      | FC Emmen        |
| 30 | Nederland        | Ola John                | A    | VV DES                                 | 2003 - 2010      | FC Twente           | 22 september 2010      | FC Twente       |
| 31 | Nederland        | Giovanni Vemba-Duarte   | A    | SV Schalkhaar                          | 2005 - 2010      | Arka Gdynia         | 22 september 2010      | Arka Gdynia     |
| 32 | Duitsland        | Thilo Leugers           | M    | SV Heidekraut                          | 2003 - 2010      | FC Twente           | 30 oktober 2010        | FC Twente       |
| 33 | Oostenrijk       | Michael Schimpelsberger | V    | Red Bull Salzburg                      | 2008 - 2009      | FC Twente           | 30 oktober 2010        | FC Twente       |
| 34 | Nederland        | Mitch Stockentree       | V    | Enschedese Boys                        | 2003 - 2009      | FC Twente           | 2 november 2010        | FC Twente       |
| 35 | Nederland        | Mike te Wierik          | V    | WVV '34                                | 2003 - 2010      | Heracles Almelo     | 4 december 2010        | Heracles Almelo |
| 36 | Nederland        | Steven Berghuis         | M    | Go Ahead Eagles                        | 2009 - 2010      | FC Twente           | 19 januari 2011        | FC Twente       |
| 37 | Duitsland        | Stefan Thesker          | V    | FC Schalke 04                          | 2005 - 2010      | FC Twente           | 21 januari 2011        | Fortuna Sittard |
| 38 | Nederland        | Anmar Almubaraki        | A    | Hulzense Boys                          | 2005 - 2010      | Heracles Almelo     | 6 februari 2011        | Heracles Almelo |
| 39 | Nederland        | Thomas Bruns            | M    | SV Omhoog                              | 2003 - 2010      | Heracles Almelo     | 9 april 2011           | Heracles Almelo |
| 40 | Duitsland        | Sebastian Sumelka       | V    | SpVgg Vreden                           | 2005 - 2009      | FC Oss              | 5 augustus 2011        | FC Oss          |
| 41 | Nederland        | Tugay Kurt              | D    | RKSV De Zweef                          | 2003 - 2009      | FC Twente           | 21 september 2011      | Galatasaray     |
| 42 | Nederland        | Ninos Gouriye           | A    | HVV Tubantia                           | 2003 - 2009      | FC Twente           | 21 september 2011      | FC Twente       |
| 43 | Duitsland        | Nils Röseler            | V    | Bad Bentheim                           | 2003 - 2010      | FC Twente           | 14 december 2011       | FC Twente       |
| 44 | Nederland        | Nick Hengelman          | D    | De Tubanters 1897                      | 2007 - 2009      | Heracles Almelo     | 2 februari 2012        | AGOVV Apeldoorn |
| 23 | Nederland        | Joey Belterman          | A    | RKZVC                                  | 2002 - 2012      | Heracles Almelo     | 18 februari 2012       | Heracles Almelo |
| 46 | Nederland        | Leon van Dijk           | V    | Enschedese Boys                        | 2003 - 2011      | Heracles Almelo     | 25 maart 2012          | Heracles Almelo |
| 47 | Nederland        | Quincy Promes           | M    | HFC Haarlem                            | 2009 - 2011      | FC Twente           | 11 april 2012          | FC Twente       |
| 48 | Duitsland        | Mirco Born              | A    | SV Meppen                              | 2008 - 2012      | FC Twente           | 12 juli 2012           | FC Twente       |
| 49 | Duitsland        | Tim Hölscher            | M    | FC Schalke 04                          | 2009 - 2012      | FC Twente           | 12 juli 2012           | FC Twente       |
| 50 | Nederland        | Coen Gortemaker         | V    | cvv Sparta Enschede                    | 2004 - 2012      | FC Twente           | 12 juli 2012           | FC Twente       |
| 51 | Nederland        | Deniz Türüç             | M    | Enschedese Boys                        | 2004 - 2011      | Go Ahead Eagles     | 10 augustus 2012       | Go Ahead Eagles |
| 52 | Nederland        | Cas Peters              | A    | KVV Losser                             | 2004 - 2012      | FC Twente           | 17 augustus 2012       | Go Ahead Eagles |
| 53 | Nederland        | Jurjan Mannes           | M    | Oranje Nassau                          | 2003 - 2011      | FC Twente           | 3 september 2012       | Fortuna Sittard |
| 54 | Nederland        | Filip Orsula            | A    | Manchester City                        | 2010 - 2012      | FC Twente           | 25 september 2012      | Wigan Athletic  |
| 55 | Nederland        | Joey Pelupessy          | M    | Oranje Nassau                          | 2004 - 2012      | FC Twente           | 26 september 2012      | Heracles Almelo |
| 56 | Polen            | Filip Bednarek          | D    | Amica Wronki                           | 2009 - 2010      | FC Twente           | 6 december 2012        | FC Twente       |
| 57 | Afghanistan      | Faysal Shayesteh        | M    | HVV Hengelo                            | 2003 - 2010      | SC Heerenveen       | 2 maart 2013           | FK Etar         |
| 58 | Hongarije        | Máté Szolga             | A    | Haladas                                | 2009 - 2012      | FC Twente           | 3 maart 2013           | Lombard Pápa    |
| 59 | Nederland        | Timo Plattel            | D    | Vitesse/AGOVV                          | 2009 - 2013      | FC Twente           | 5 mei 2013             | FC Twente       |
| 60 | Nederland        | Dario Tanda             | M    | Go Ahead Eagles                        | 2009 - 2013      | FC Twente           | 3 augustus 2013        | FC Twente       |
| 61 | Nederland        | Jari Oosterwijk         | A    | Go Ahead Eagles                        | 2009 - 2013      | FC Twente           | 5 augustus 2013        | Jong FC Twente  |
| 62 | Nederland        | Thijs Bouma             | V    | Hardenberg'85                          | 2003 - 2011      | FC Twente           | 5 augustus 2013        | Jong FC Twente  |
| 63 | Nederland        | Peet Bijen              | V    | BWO                                    | 2006 - 2013      | FC Twente           | 5 augustus 2013        | Jong FC Twente  |
| 64 | Frankrijk        | Alvin Daniels           | A    | De Graafschap                          | 2010 - 2013      | FC Twente           | 10 augustus 2013       | Jong FC Twente  |
| 65 | Duitsland        | Lars Bleker             | V    | FC Schalke 04                          | 2009 - 2013      | FC Twente           | 30 augustus 2013       | Jong FC Twente  |
| 66 | Nederland        | Derre Kwee              | V    | Quick'20                               | 2005 - 2013      | FC Twente           | 9 september 2013       | Jong FC Twente  |
| 67 | Nederland        | Wouter Dronkers         | D    | PH Almelo                              | 2004 - 2012      | FC Twente           | 9 september 2013       | Jong FC Twente  |
| 68 | Nederland        | Mark Engberink          | V    | LSV Lonneker                           | 2003 - 2011      | FC Twente           | 9 september 2013       | Jong FC Twente  |
| 69 | Duitsland        | Janik Jesgarzewski      | M    | SV DJK Geeste                          | 2004 - 2013      | FC Twente           | 9 september 2013       | Jong FC Twente  |
| 70 | Denemarken       | Joachim Andersen        | V    | FC Midtjylland                         | 2013 - 2014      | FC Twente           | 8 november 2013        | Jong FC Twente  |
| 71 | Nederland        | Rick Hemmink            | V    | VV Voorwaarts                          | 2004 - 2012      | FC Twente           | 30 november 2013       | Jong FC Twente  |
| 72 | Nederland        | Chris David             | M    | SC Enschede                            | 2004 - 2011      | FC Twente           | 4 januari 2014         | Fulham FC       |
| 73 | Duitsland        | Kris Fillinger          | M    | VfL Weisse Elf                         | 2005 - 2012      | FC Twente           | 14 februari 2014       | Jong FC Twente  |
| 74 | Nederland        | Bilal Ould Chikh        | A    | Willem II                              | 2012 - 2014      | FC Twente           | 17 maart 2014          | Jong FC Twente  |
| 75 | Duitsland        | Merlin Schütte          | A    | SV Mesum                               | 2008 - 2014      | FC Twente           | 18 april 2014          | Jong FC Twente  |
| 76 | Nederland        | Jelle van der Heyden    | M    | Go Ahead Eagles                        | 2008 - 2014      | FC Twente           | 8 augustus 2014        | Jong FC Twente  |
| 77 | Nederland        | Hidde ter Avest         | V    | SVZW                                   | 2008 - 2014      | FC Twente           | 22 augustus 2014       | Jong FC Twente  |
| 78 | Duitsland        | Jonathan Swieter        | M    | Tüs Gildehaus                          | 2008 - 2014      | FC Twente           | 22 augustus 2014       | Jong FC Twente  |
| 79 | Nederland        | Brem Soumaoro           | M    | Sparta Enschede                        | 2007 - 2014      | FC Twente           | 29 augustus 2014       | Jong FC Twente  |
| 80 | Duitsland        | Lukas Schwering         | V    | 1.FC Nordwalde                         | 2008 - 2014      | FC Twente           | 24 oktober 2014        | Jong FC Twente  |
| 81 | Nederland        | Alessio da Cruz         | A    | Almere City FC                         | 2011 - 2014      | FC Twente           | 28 november 2014       | Jong FC Twente  |
| 82 | Nederland        | Mattheus de Wit         | V    | FC Twente                              | 2011 - 2014      | FC Twente           | 2 februari 2015        | Jong FC Twente  |
| 83 | Nederland        | Jeroen van der Lely     | V    | RKSV De Zweef                          | 2008 - 2015      | FC Twente           | 23 februari 2015       | Jong FC Twente  |
| 84 | Nederland        | Joël Drommel            | D    | FC Twente                              | 2014 - 2015      | FC Twente           | 27 februari 2015       | Jong FC Twente  |
| 85 | Nederland        | Justin Hoogma           | V    | FC Twente                              | 2008 - 2015      | Heracles Almelo     | 6 maart 2016           | Heracles Almelo |
| 86 | Nederland        | Godfried Roemeratoe     | M    | JVOZ (Jeugd Voetbal Opleiding Zeeland) | 2014 - 2017      | FC Twente           | 21 december 2018       | Jong FC Twente  |
| 87 | Nederland        | Stijn Bultman           | V    | Rohda Raalte                           | 2013-2023        | Heracles Almelo     | 18 augustus 2023       | Heracles Almelo |

### Vrouwen

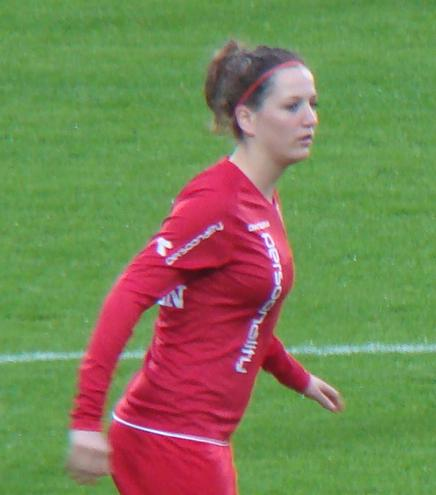
Ellen Jansen
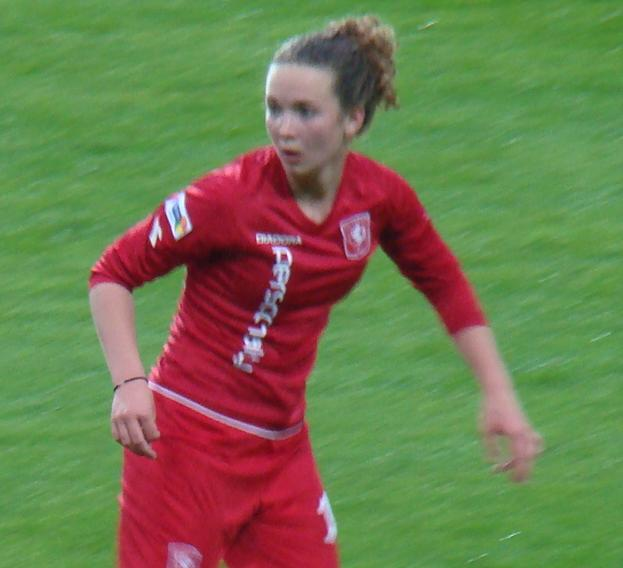
Kirsten Bakker
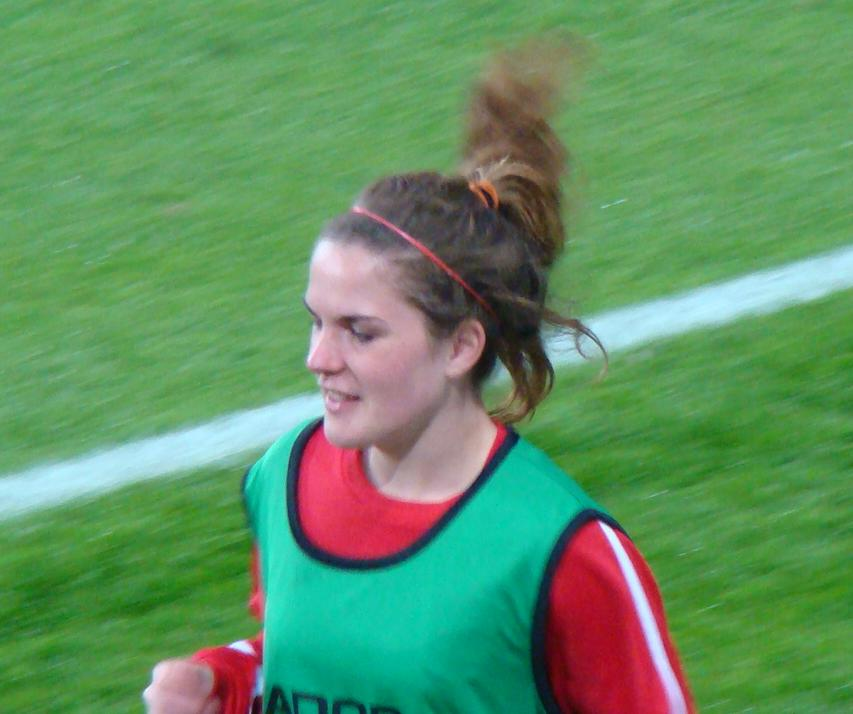
Siri Worm
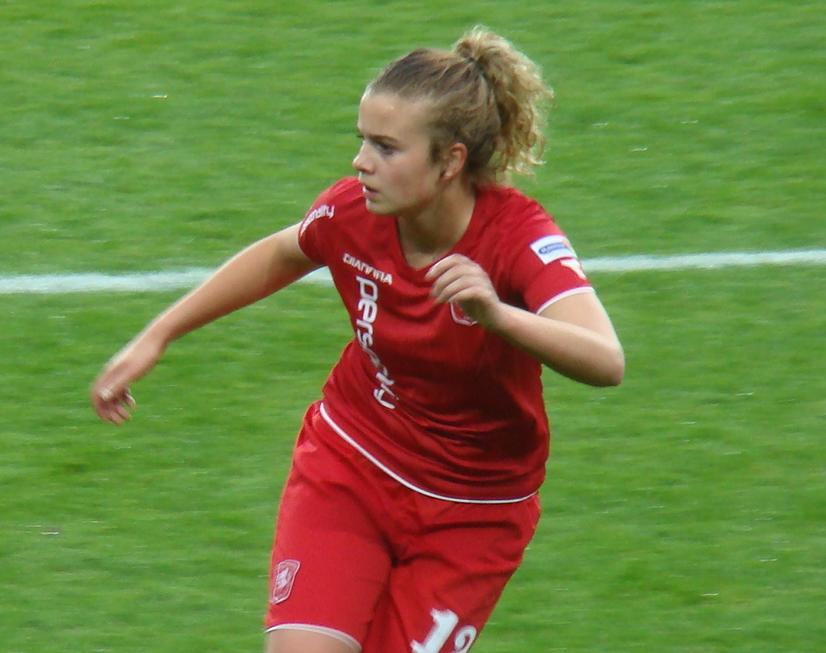
Maud Roetgering

| #  | Nat.      | Naam                 | Pos. | Vorige club      | Periode Academie | Eerste contract bij | Debuut hoogste divisie | Gedebuteerd bij |
| -- | --------- | -------------------- | ---- | ---------------- | ---------------- | ------------------- | ---------------------- | --------------- |
| 1  | Nederland | Maayke Heuver        | M    | DOS '37          | 2007 - 2008      | FC Twente           | 21 augustus 2008       | FC Twente       |
| 2  | Nederland | Marloes Hulshof      | M    | De Tukkers       | 2007 - 2008      | FC Twente           | 21 augustus 2008       | FC Twente       |
| 3  | Nederland | Larissa Wigger       | M    | RKVV STEVO       | 2007 - 2008      | FC Twente           | 21 augustus 2008       | FC Twente       |
| 4  | Nederland | Siri Worm            | V    | DZC'68           | 2007 - 2008      | FC Twente           | 21 augustus 2008       | FC Twente       |
| 5  | Nederland | Tiffany Loeven       | D    | VV VIOD          | 2007 - 2008      | FC Twente           | 12 september 2008      | FC Twente       |
| 6  | Nederland | Carmen Bleuming      | A    | RKSV VOGIDO      | 2007 - 2008      | FC Twente           | 9 oktober 2008         | FC Twente       |
| 7  | Nederland | Ellen Jansen         | A    | SC Markelo       | 2007 - 2008      | FC Twente           | 1 december 2008        | FC Twente       |
| 8  | Nederland | Maud Roetgering      | V    | SV Enter         | 2007 - 2009      | FC Twente           | 29 januari 2009        | FC Twente       |
| 9  | Nederland | Manon Bosch          | D    | RKHVV            | 2008 - 2009      | n.v.t.              | 5 februari 2009        | FC Twente       |
| 10 | Nederland | Ines Roessink        | M    | VV Heino         | 2007 - 2009      | FC Twente           | 25 maart 2009          | FC Twente       |
| 11 | Nederland | Kirsten Bakker       | V    | SV 't Harde      | 2007 - 2009      | FC Twente           | 28 maart 2009          | FC Twente       |
| 12 | Nederland | Joyce Mijnheer       | A    | SCD '83          | 2008 - 2010      | FC Twente           | 28 maart 2009          | FC Twente       |
| 13 | Nederland | Jirre den Biesen     | M    | VV Zeewolde      | 2009 - 2010      | FC Zwolle           | 2 september 2010       | FC Zwolle       |
| 14 | Nederland | Ellen Marissink      | M    | OZC              | 2007 - 2008      | n.v.t.              | 2 september 2010       | FC Zwolle       |
| 15 | Nederland | Marthe Munsterman    | M    | vv ATC '65       | 2007 - 2010      | FC Twente           | 27 januari 2011        | FC Twente       |
| 16 | Nederland | Linda de Graaff      | A    | ASC '62          | 2008 - 2010      | FC Zwolle           | 3 februari 2011        | FC Zwolle       |
| 17 | Nederland | Valerie Seinen       | M    | SV Gramsbergen   | 2009 - 2010      | FC Zwolle           | 5 mei 2011             | FC Zwolle       |
| 18 | Nederland | Tessa Klein Braskamp | M    | EGVV             | 2007 - 2011      | FC Twente           | 2 september 2011       | FC Twente       |
| 19 | Nederland | Marèse Nijman        | V    | VVOG             | 2007 - 2011      | FC Zwolle           | 2 september 2011       | FC Zwolle       |
| 20 | Nederland | Nathalja Nijman      | V    | VVOG             | 2007 - 2011      | FC Zwolle           | 7 oktober 2011         | FC Zwolle       |
| 21 | Nederland | Tashira Renfurm      | V    | ESA Rijkerswoerd | 2008 - 2012      | FC Twente           | 24 januari 2012        | FC Twente       |
| 22 | Nederland | Anne Bosveld         | V    | SML              | 2011 - 2012      | FC Twente           | 20 april 2012          | FC Twente       |